# Castello di Vöstenhof
Il castello di Vöstenhof (Schloss Vöstenhof in tedesco) si trova nel comune austriaco di Bürg-Vöstenhof nel distretto di Neunkirchen, in Bassa Austria e le sue prime strutture risalgono probabilmente al XVIII secolo.

## Storia
Nel periodo medievale il castello rientrava tra le proprietà della famiglia Stüchsenstein. La data della sua costruzione non è nota ma si ritiene che risalga al XIII secolo. Una fortezza locale menzionata nel 1249 non è sicuro che possa corrispondere al castello di Vöstenhof. Nel 1381 la proprietà venne ceduta da Albero Stuchs von Trautmannsdorf al duca Alberto III d'Asburgo e sei anni dopo questa venne data in feudo per un breve periodo ai signori della famiglia von Liechtenstein prima di essere nuovamente amministrata da custodi della corona austriaca. Nel 1483 risultò essere feudatario Martin Neidegger e fino al XVI secolo la sua famiglia visse nel castello che allora era conosciuto come Hoff zu Neydeckh. Verso la fine del secolo il piccolo castello venne acquisito da Hieronymus Wurmbrand che diede disposizioni per la sua ricostruzione secondo lo stile rinascimentale dell'epoca. Poi per circa tre secoli, tra il 1621 e il 1912, divenne proprietà dei conti Hoyos che negli ultimi anni lo lasciarono lentamente cadere in uno stato di abbandono. Nel 1894 iniziarono seri lavori di restauro che proseguirono con grandi modifiche anche tra il 1910 e il 1912. Poco dopo la proprietà passò ai principi Schwarzenberg e poi alla famiglia Czernin. Signore del castello fu anche il generale Emil Spannocchi che era sposato con una contessa Czernin e dopo la sua morte la vedova vendette il castello all'industriale Peter Max che lo fece restaurare.

## Descrizione
L'edificio si trova in posizione leggermente elevata nel comune austriaco di Bürg-Vöstenhof nel distretto di Neunkirchen, in Bassa Austria. Il palazzo di medie dimensioni si trova all'interno del parco di proprietà e si sviluppa su una pianta quasi quadrata con ampia corte esterna e piccola corte interna. Molte delle strutture storiche esterne sono andate perdute ma restano parti di cinta muraria e bastioni d'angolo. Il grande portale di accesso è con arco a tutto sesto, si trova nella bassa torre del cancello e vi si arriva con il ponte di pietra sul fossato asciutto. Nell'angolo ovest dell'ala nord si trova la torre principale, probabilmente il nucleo del mastio originale del castello medievale, che ha il piano terra con volta a crociera. Il grande stemma dipinto all'esterno è stato aggiunto nel XXI secolo. La facciata dell'ala nord è decorata con due rilievi risalenti al XVII secolo e la cappella gentilizia, costruita nel XIII secolo, sporge parzialmente nel cortile interno dell'ala ovest. La sua copertura a crociera risale al XVI secolo e i banchi della chiesa sono in legno riccamente scolpiti e realizzati nel XVI secolo. La vetrata è del XX secolo. Gli ambienti del piano nobile, come la sala da pranzo, il salone e la biblioteca, furono riarredati tra il XIX e il XX secolo.

### Bene architettonico tutelato
In Austria il castello di Vöstenhof, che è circondato dal suo parco, è un bene sottoposto a tutela artistica col numero 33821.